# موسى إبراهيم (مؤلف)
موسى إبراهيم (بالبنغالية: মুসা ইব্রাহীম )‏ (و. 1979  م) هو مؤلف، وصحفي بنجلاديشي.

## التعليم
تعلم في جامعة دكا
.